# A3チャンピオンズカップ2006
A3チャンピオンズカップ2006（英: A3 Champions Cup 2006）は、2006年（平成18年）8月2日から8月8日にかけて、日本の国立霞ヶ丘競技場陸上競技場で行われた第4回目のA3チャンピオンズカップである。蔚山現代FCが優勝した。

## 出場クラブ
| 出場クラブ             | 出場資格                                | 出場回数 |
| ---------------------- | --------------------------------------- | -------- |
| ガンバ大阪             | 2005年Jリーグ優勝                       | 初出場   |
| ジェフユナイテッド千葉 | 2005年Jリーグヤマザキナビスコカップ優勝 | 初出場   |
| 蔚山現代               | 2005年Kリーグ優勝                       | 初出場   |
| 大連実徳               | 2005年中国スーパーリーグ優勝            | 2回目    |

## 開催方式
2006年のA3チャンピオンズカップの開催方式は以下の通りである。
- 出場クラブは2005年度のJリーグ、Kリーグ、中国スーパーリーグ（CSL）の各リーグ優勝クラブ、および開催国枠としてJリーグヤマザキナビスコカップ優勝クラブの4クラブである。
- 国立霞ヶ丘競技場陸上競技場を会場とし、4クラブによる総当りリーグ戦を行う。
- 勝ち点の多いクラブを上位とし、順位を決定する。勝ち点が同じチームが出た場合の順位の付け方は以下の通りである。

1. 得失点差
2. 総得点数
3. 該当チーム間の対戦成績

上記でも順位が決定しない場合は同一順位とする。

## 結果
2006年8月2日・5日・8日に2試合ずつ行われた。前回まで2月開催だったのが8月開催に変更され、真の実力が発揮される大会となった。
大会初日は日本のJリーグ2クラブが勝利したが、続く第2戦ではG大阪が蔚山現代に大敗、千葉が大連実徳に引き分けと明暗を分けた。千葉は最終戦でG大阪に勝利すれば優勝であったが、得点を奪えずに敗戦。同日、大連実徳に大勝した蔚山現代が逆転でA3チャンピオンズカップを制し、韓国Kリーグのクラブが大会3連覇を飾った。
| 順 | チーム                 | 試 | 勝 | 分 | 敗 | 得 | 失 | 差 | 点 |
| -- | ---------------------- | -- | -- | -- | -- | -- | -- | -- | -- |
| 1  | 蔚山現代               | 3  | 2  | 0  | 1  | 12 | 3  | +9 | 6  |
| 2  | ガンバ大阪             | 3  | 2  | 0  | 1  | 5  | 8  | −3 | 6  |
| 3  | ジェフユナイテッド千葉 | 3  | 1  | 1  | 1  | 5  | 6  | −1 | 4  |
| 4  | 大連実徳               | 3  | 0  | 1  | 2  | 4  | 9  | −5 | 1  |

| 2006年8月2日 17:03 |

| ガンバ大阪                                | 3 - 2 | 大連実徳              |
| 山口智 17分 · マグノ・アウベス 18分, 53分 |       | 鄒捷 57分 · 王聖 71分 |

| 国立霞ヶ丘競技場陸上競技場（東京） 観客数: 7,178人 |

| 2006年8月2日 19:35 |

| 蔚山現代                  | 2 - 3 | ジェフユナイテッド千葉                        |
| 崔成国 24分 · 李天秀 42分 |       | 中島浩司 21分 · 巻誠一郎 43分 · 羽生直剛 44分 |

| 国立霞ヶ丘競技場陸上競技場（東京） 観客数: 11,066人 |

| 2006年8月5日 17:00 |

| 蔚山現代                                                                | 6 - 0 | ガンバ大阪 |
| キム・ヨンサム 24分 · レアンドロン 34分, 83分 · 李天秀 46分, 74分, 85分 |       |            |

| 国立霞ヶ丘競技場陸上競技場（東京） 観客数: 13,688人 |

| 2006年8月5日 19:31 |

| ジェフユナイテッド千葉             | 2 - 2 | 大連実徳              |
| 阿部勇樹 53分 (PK) · 巻誠一郎 65分 |       | 鄒捷 30分 · 朱挺 57分 |

| 国立霞ヶ丘競技場陸上競技場（東京） 観客数: 17,052人 |

| 2006年8月8日 17:03 |

| 大連実徳 | 0 - 4 | 蔚山現代                                            |
|          |       | 李天秀 34分, 72分 · レアンドロン 43分 · 崔成国 48分 |

| 国立霞ヶ丘競技場陸上競技場（東京） 観客数: 6,821人 |

| 2006年8月8日 19:34 |

| ガンバ大阪                    | 2 - 0 | ジェフユナイテッド千葉 |
| 遠藤保仁 66分 · 播戸竜二 81分 |       |                        |

| 国立霞ヶ丘競技場陸上競技場（東京） 観客数: 15,145人 |

## 優勝クラブ
| A3チャンピオンズカップ2006優勝 |
| ------------------------------ |
| 大韓民国の旗                   |
| 蔚山現代 初優勝                |

## 表彰
| 表彰名     | 選手名 | 所属クラブ | 備考  |
| ---------- | ------ | ---------- | ----- |
| 大会MVP    | 李天秀 | 蔚山現代   | 優勝  |
| 大会得点王 | 李天秀 | 蔚山現代   | 6得点 |